# Investment Controlling
Investment Controlling bezeichnet die unabhängige Überwachung und Kontrolle der Umsetzung von Vermögensverwaltungsmandaten in Anlageprozessen. Ähnlich wie der Ursprungsbegriff Controlling handelt es sich um ein deutsches Kunstwort, zusammengesetzt aus englisch: to control für „kontrollieren“ und investment für „Investition“. In Abgrenzung hierzu bezieht sich der deutsche Begriff „Investitionskontrolle“ auf den Investitionsprozess in Unternehmen.

## Erklärung
Bei institutionellen Investoren, wie beispielsweise Pensionskassen, trägt in der Regel das oberste Organ die Verantwortung für die Anlagepolitik und die Überwachung der Anlagetätigkeit. Zur Wahrnehmung der Führungsaufgabe ist es auf eine objektive und neutrale Informationsbasis angewiesen. Die Aufgabe des Investment Controllings besteht daher darin, Informationsasymmetrien auszugleichen und eine neutrale Informationsbasis für das oberste Organ, beispielsweise den Stiftungsrat, zu liefern. Durch die laufende Überwachung der Anlagetätigkeit werden Probleme, wie eine unzureichende Anlageleistung, ungenügende Diversifikation oder ein zu großer Spielraum des Vermögensverwalters, erkannt und behoben. Gleichzeitig kommt dem Investment Controlling die Aufgabe zu, auf allfällige Missstände im Anlagenbereich hinzuweisen und Verbesserungsmaßnahmen zu erarbeiten und vorzuschlagen. Das Investment Controlling orientiert sich idealerweise am Anlageprozess. Im Anlageprozess werden im ersten Schritt die Anlagestrategie, danach die Anlagetaktik und dann die konkrete Umsetzung mit Vermögensverwaltungsmandaten festgelegt. Das Investment Controlling überwacht im Anschluss laufend diese Prozessschritte.

## Strategiecontrolling
Zur Überwachung des Vermögensverwalters wird üblicherweise eine Strategische Anlageallokation mit taktischen Bandbreiten vorgegeben. Durch den Abgleich der Vermögensstruktur mit den Strategievorgaben kann die Strategiekonformität überprüft werden. Weiter werden im Rahmen des Strategiecontrollings wichtige Parameter des Bilanzstrukturmanagements laufend überwacht (beispielsweise das Zinsniveau und die erwartete Rendite der Anlagestrategie).
Ein weiterer Bestandteil des Strategiecontrollings stellt die Analyse der Anlageresultate auf Stufe Gesamtvermögen dar. Die Renditen werden sowohl absolut als auch relativ (bezogen auf den strategischen Vergleichsmaßstab (englisch benchmark)) gemessen, parallel wird das eingegangene Risiko verfolgt. Um dem Führungsorgan einen Renditevergleich mit anderen institutionellen Anlegern zu ermöglichen, kann ein Peer-Group-Vergleich herangezogen werden.
Beispiele für Strategiecontrolling sind:
- Kontrolle der Vermögensstruktur und insbesondere Einhaltung der gesetzlichen und reglementarischen Bandbreiten
- Berechnung von Rendite- und Risikokennzahlen auf der Stufe Gesamtvermögen
- Fortschreibung des technischen Deckungsgrades, des ökonomischen Deckungsgrades und des risikotragenden Deckungsgrades

## Controlling der Anlagetaktik
Abweichungen der effektiven Vermögensstruktur von der strategischen Vermögensaufteilung werden als Anlagetaktik bezeichnet (z. B. Über- oder Untergewichtungen einzelner Anlagekategorien). Eine Performance Attribution zeigt detailliert, ob die Anlagetaktik zu einer Out- oder Underperformance geführt hat. Dabei werden die Renditeeinflüsse der einzelnen Entscheidungsträger (Anlagekommission, Vermögensverwalter) separiert und ausgewiesen.
Beispiele für das Controlling der Anlagetaktik sind:
- Darstellung des Renditeeinflusses von Overlay-Programmen (z. B. eines Währungsoverlays, bei dem Fremdwährungsrisiken abgesichert werden)
- Berechnung des Renditeeinflusses der taktischen Anlageentscheide der Anlagekommission im Rahmen der Performance Attribution

## Controlling der Anlagemandate
Im Rahmen des Controllings der Anlagemandate werden für sämtliche Vermögensverwalter die relevanten Rendite- und Risikokennzahlen berechnet und beurteilt. Zusätzlich gilt es, die Investitionsansätze der Vermögensverwalter sowie die Stabilität der Investment-Teams laufend zu überwachen und zu beurteilen. Periodisch werden ebenfalls die Vermögensverwaltungsgebühren auf deren Marktkonformität hin geprüft.
Beispiele für ein Controlling der Anlagemandate sind:
- Analyse und Beurteilung der Renditeabweichung von der vorgegebenen Benchmark eines Vermögensverwaltungsmandates
- Ein Vermögensverwalter wird auf die „WATCH-Liste“ gesetzt, weil der zuständige Portfoliomanager die entsprechende Bank verlässt.